# El cor del roure
El cor de roure (en basc Haritzaren bihotza) és una pel·lícula d'animació basca estrenada al cinema el 2013 dirigida per Ricardo Ramón i Ángel Izquierdo, produïda per Dibulitoon Studio. Va gaudir d'un pressupost de 3 milions d'euros i un guió que vol conscienciar sobre el canvi climàtic. Ha estat doblada al català.

## Argument
Es produeixen canvis climàtics inesperats i estranys al bosc del Turó del Drac, es passa del calor del dia a la foscor i fred tot bruscament. El petit elf guardià del bosc, Robin, demanarà ajuda als déus per tal de destruir el mal que amenaça la vida al bosc, tanmateix, aquesta no vindrà com ell esperaria.

## Nominacions
Fou nominada al Goya a la millor pel·lícula d'animació als XXVII Premis Goya. Fou guardonada amb el Giraldillo Junior al Festival de Cinema Europeu de Sevilla.